# Ryrie Rock
Der Ryrie Rock ist ein isolierter Klippenfelsen vor der Mawson-Küste des ostantarktischen Mac-Robertson-Lands. Er liegt 18 km nordöstlich von Kidson Island und 42 km nordöstlich des Byrd Head. 
Teilnehmer der British Australian and New Zealand Antarctic Research Expedition (1929–1931) unter der Leitung des australischen Polarforschers Douglas Mawson entdeckten ihn im Februar 1931. Mawson benannte ihn nach Granville de Laune Ryrie (1865–1937), australischer Hochkommissar im Vereinigten Königreich von 1927 bis 1932.